# UFC 92
UFC 92: The Ultimate 2008（ユーエフシー・ナインティトゥ：ジ・アルティメット2008）は、アメリカ合衆国の総合格闘技団体「UFC」の大会の一つ。2008年12月27日、ネバダ州ラスベガスのMGMグランド・ガーデン・アリーナで開催された。

## 大会概要
メインイベントではライトヘビー級タイトルマッチが行われ、ラシャド・エヴァンスがフォレスト・グリフィンを下し総合格闘技無敗で第9代ライトヘビー級王者に就いた。
セミファイナルではThe Ultimate Fighter: Team Nogueira vs. Team Mirでコーチを務めたヘビー級暫定王者アントニオ・ホドリゴ・ノゲイラとフランク・ミアによる暫定タイトルマッチが行われ、ミアが2ラウンドTKOで暫定王座を獲得した。
またクイントン・"ランペイジ"・ジャクソンとヴァンダレイ・シウバが2004年10月31日のPRIDE.28でのPRIDEミドル級タイトルマッチ以来4年振りに再戦、ジャクソンがKO勝利でリベンジを果たした。
本大会ではパトリック・バリー、マイク・ウェッセル、ムスタファ・アルタークの3名がUFC初出場となった。

### カード変更
第4試合に出場予定であった初出場のマイク・バーチは怪我のため欠場し、マイク・ウェッセルが代替で出場した。

## 試合結果

### プレリミナリィカード
第1試合 ヘビー級 5分3R
○  パトリック・バリー vs.  ダン・エバンセン ×
1R 2:36 TKO（レフェリーストップ：ローキック）
第2試合 ウェルター級 5分3R
○  ブラッド・ブラックバーン vs.  長南亮 ×
3R終了 判定3-0（29-28、29-28、29-28）
第3試合 ライトヘビー級 5分3R
○  マット・ハミル vs.  リース・アンディ ×
2R 2:19 TKO（レフェリーストップ：マウントパンチ）
第4試合 ヘビー級 5分3R
○  アントニー・ハードンク vs.  マイク・ウェッセル ×
2R 2:09 TKO（レフェリーストップ：バックマウントパンチ）
第5試合 ミドル級 5分3R
○  岡見勇信 vs.  ディーン・リスター ×
3R終了 判定3-0（30-27、30-27、30-27）

### メインカード
第6試合 ヘビー級 5分3R
○  シーク・コンゴ vs.  ムスタファ・アルターク ×
1R 4:37 TKO（レフェリーストップ：パウンド）
第7試合 ライトヘビー級 5分3R
○  クイントン・"ランペイジ"・ジャクソン vs.  ヴァンダレイ・シウバ ×
1R 3:21 KO（左フック）
第8試合 ミドル級 5分3R
○  CB・ダラウェイ vs.  マイク・マッセンジオ ×
1R 3:01 TKO（レフェリーストップ：バックマウントパンチ）
第9試合 UFC世界ヘビー級暫定タイトルマッチ 5分5R
○  フランク・ミア vs.  アントニオ・ホドリゴ・ノゲイラ ×
2R 1:54 TKO（レフェリーストップ：左フック→パウンド）
※ミアが王座獲得に成功。
第10試合 UFC世界ライトヘビー級タイトルマッチ 5分5R
○  ラシャド・エヴァンス vs.  フォレスト・グリフィン ×
3R 2:46 TKO（レフェリーストップ：パウンド）
※エヴァンスが王座獲得に成功。

### 各賞
ファイト・オブ・ザ・ナイト： ラシャド・エヴァンス vs. フォレスト・グリフィン
ノックアウト・オブ・ザ・ナイト： クイントン・"ランペイジ"・ジャクソン
サブミッション・オブ・ザ・ナイト： 該当者なし
各選手にはボーナスとして60,000ドルが支給された。